# Rambures
Rambures là một xã ở tỉnh Somme, vùng Hauts-de-France, Pháp.
Thị trấn này tọa lạc trên đường D180 và đường D110, khoảng 15 dặm Anh về phía tây nam của Abbeville.

## Dân số
| 1962                                                         | 1968 | 1975 | 1982 | 1990 | 1999 |
| ------------------------------------------------------------ | ---- | ---- | ---- | ---- | ---- |
| 407                                                          | 444  | 404  | 363  | 367  | 365  |
| Số liệu điều tra dân số từ năm 1962, dân số không tính trùng |      |      |      |      |      |